# 荻美津夫
荻 美津夫（おぎ みつお、1949年 - ）は、日本の藝能史・音楽史を専門とする歴史学者。新潟大学人文学部名誉教授。文学博士（北海道大学、1996年）。北海道浦河町出身。

## 経歴
- 1972年 - 北海道大学文学部卒業
- 1978年 - 北海道大学大学院文学研究科博士課程短期取得満期退学
- 1991年 - 新潟大学教養部教授
- 1994年 - 新潟大学人文学部教授
- 2013年 - 新潟大学人文学部教授を定年退官

## 社会的活動
- 上越市史執筆委員

## 主著
- 『日本古代音楽史論』（吉川弘文館、1977年、オンデマンド版　2019年 ISBN　9784642720588
- 『平安朝音楽制度史』（吉川弘文館、1994年、オンデマンド版　2019年 ISBN　9784642722773
- 『「能」と越後・佐渡』（新潟日報事業社、2002年）
- 『古代音楽史の研究』（高志書院、2005年）
- 『古代中世音楽史の研究』（吉川弘文館、2007年、オンデマンド版　2023年　ISBN　9784642724555

| スタブアイコン | サブスタブ | この項目は、まだ閲覧者の調べものの参照としては役立たない、人物に関連した書きかけの項目です。この項目を加筆・訂正などしてくださる協力者を求めています（P:人物伝/PJ:人物伝）。 |